# Lahu
De Lahu zijn een zogenaamd 'minderheidsvolk' (shaoshu minzu) in China, een van de 56 officieel erkende etnische groepen in China. Behalve in China leven de Lahu ook in Myanmar, Thailand, Laos en Vietnam. Naar schatting zijn er ruim 700 duizend Lahu, waarvan ongeveer twee derde in de provincie Yunnan in China leeft. Ongeveer 150 duizend wonen er in Myanmar en naar schatting tussen de 50 en 100 duizend in Thailand.

## Leefgebied
De Lahu leven in het zuidoosten van China, in de provincie Yunnan en in de aangrenzende gebieden in de buurlanden. In Thailand vormen ze een van de zes bergvolkeren.
Achang · Akha · Bai · Baima · Blang (Bulong) · Bonan · Buyi · Dai · Daur · De'ang · Dong · Dongxiang · Drung · Evenken · Gaoshan (Taiwanese aboriginals) · Gelao · Gin (Vietnamezen) · Han · Hani · Hlai (Li) · Hui · Jingpo · Jino · Kazachen · Kirgiezen · Koreanen · Lahu · Lhoba · Lisu · Mantsjoes · Maonan · Miao (Hmong) · Mongolen · Monpa (Menba) · Mulam (Mulao) · Nanai (Hezhe) · Naxi · Nu · Oeigoeren · Oezbeken · Oroqen · Pumi · Qiang · Russen · Salar · She · Sui · Tadzjieken · Tataren · Tibetanen (Zang) · Tu · Tujia · Wa (Va) · Yao · Yi · Yugur · Xibe · Zhuang